# Уайтхол (дворец)
Дворецът Уайтхол (на английски: Palace of Whitehall) е бил главната резиденция на английските монарси в Лондон от 1530 до 1698, когато целият комплекс с изключение на Банкетната къща (оцеляла до днес) е унищожен от пожар. Преди пожара дворецът е бил най-големият в Европа, с над 1500 стаи (а в определен период е бил и най-голямата сграда в света).
Дворецът Уайтхол дава името си за съкратено позоваване на днешния комплекс от административни сгради на британското правителство, разположен в района. Улицата между площад Трафалгар и Площада на Парламента също носи името Уайтхол.

## Местоположение
Дворецът се е намирал на брега на река Темза и е стигал до днешния парк Сейнт Джеймс . Разпростирал се е върху територията, която днес е ограничена на север от Нортъмбърланд авеню и Даунинг Стрийт и на юг почти до Дерби Гейт (Derby Gate); на запад са възвишенията, където днес са сградите на кралската конна гвардия (Horse Guards) – общо около 23 акра (93 хил. м2).

## История
През 13 век дворецът Уестминстър вече е седалище на правителството в Англия и главна лондонска резиденция на кралете от 1049 г. Околностите му се превръщат в много престижно и скъпо място за живеене. Уолтър де Грей, архиепископ на Йорк, купува имот в района малко след 1240 г. и го нарича York Place.
Едуард I отсядал в този имот на няколко пъти и разширил сградата, за да побира цялата му свита. York Place е построен отново през XV век и разширен толкова много от кардинал Улси, че с него можел да се сравнява единствено дворецът Ламбът. Впоследствие, когато Хенри VIII сваля кардинала от власт през 1530 г., той избира за своя главна лондонска резиденция York Place вместо двореца Уестминстър. Кралят се наслаждава на богатствата му в компанията на младата си годеница лейди Ан Болейн.
Хенри VIII преустройва York Place и продължава да го разширява и преустройва през целия си живот. Вдъхновен от двореца Ричмънд, той включил също така възстановителен център с боулинг, тенис кортове, арена за бой с петли и арена за турнири. Изчислено е, че през 40-те години на 15 век са похарчени над 30 000 англ. лири – 50% повече от построяването на целия дворец Брайдуел. Хенри VIII се е оженил за две от съпругите си в двореца – Ан Болейн през 1533 г. и Джейн Сиймур през 1536 г. През януари 1547 г. кралят умира в този дворец. През 1611 г. дворецът е място на първото известно представление на пиесата на Шекспир Бурята.
Джеймс I прави някои значими промени на сградите, най-вече изграждането през 1622 на новата Банкетна къща, построена по проект на Иниго Джоунс, за да замени множеството други банкетни зали, датиращи още от времето на Елизабет I. Украсата му приключва през 1634 по времето на Чарлз I, който е екзекутиран пред сградата през 1649. До 1650 дворецът е бил най-големият комплекс от този вид в Англия, с над 1500 стаи. Обликът му е изключително разнообразен, а частите му са били с много различни размери и в няколко различни архитектурни стила. Дворецът приличал по-скоро на малко градче, отколкото на една сграда.
Чарлз II не променя много неща. Подобно на баща си и той умира в двореца, само че получава удар, а не е екзекутиран. Джеймс II поръчва различни промени, включително нов параклис, завършен през 1687, преустройство на покоите на кралицата (1688) и др.

## Гибел
През 1691, когато дворецът е най-големият и най-сложният в Европа, пожар унищожава повечето от старите дворцови сгради. Още един пожар на 4 януари 1698 г. разрушава повечето от другите жилищни и правителствени сгради. Въпреки няколкото опита да бъде построен отново, финансовите ограничения не позволяват грандиозно преустройство. През втората половина на 18 век местността е отпусната за строеж на градски къщи.
По време на пожара много произведения на изкуството са унищожени, включително и Купидон – прочута скулптура на Микеланджело, купена като част от колекцията Гонзага през XVII век.

## Дворецът днес
Банкетната къща е единствената сграда, която съществува и до днес, въпреки че е малко променена. И все пак все още могат да се открият следи от двореца, включително части от покрития тенис корт от времето на Хенри VIII.
През 1938 г. започва обновяването на източната част с построяването на сградата на Министерството на отбраната. Открито е подземно помещение от времето на Томас Уолси, сега известно като Избата на Хенри VIII, добър пример за тухлено-сводест покрив от времето на Тюдорите, дълъг 70 и широк 30 фута.